# Futbol Club Barcelona Atlètic 2008-2009
En la temporada 2008-2009, el FC Barcelona Atlètic va jugar al grup III de la Segona Divisió B del futbol espanyol. Tot i comptar amb jugadors de gran qualitat que acabarien fent el salt al primer equip, com Busquets, Thiago, Nolito o Fontàs, el filial blaugrana va terminar la lliga en 5a posició, a un punt de les places de playoff a Segona Divisió A.

## Plantilla 2008-2009
La plantilla del Barça Atlètic durant la temporada 2008-2009 va ser la següent:
| N. | Pos. | Nac. | Jugador       |
| -- | ---- | --- | ------------- |
| —  | POR  | [[Fitxer:Flag of the Basque Country.svg\|23x15px\|border \|alt=País Basc\|link=Selecció de futbol del País Basc\|{{#if:\|]]                    | Oier          |
| —  | POR  | [[Fitxer:Flag of Catalonia.svg\|23x15px\|border \|alt=Catalunya\|link=Selecció de futbol de Catalunya\|{{#if:\|]]                              | Miño          |
| —  | DEF  | [[Fitxer:Flag of the Region of Murcia.svg\|23x15px\|border \|alt=Regió de Múrcia\|link=Selecció de futbol de Múrcia\|{{#if:\|]]                | Alberto Botía |
| —  | DEF  | [[Fitxer:Flag of Asturias.svg\|23x15px\|border \|alt=Astúries\|link=Selecció de futbol d'Astúries\|{{#if:\|]]                                  | Joni          |
| —  | DEF  | [[Fitxer:Flag of the Valencian Community (2x3).svg\|23x15px\|border \|alt=País Valencià\|link=Selecció de futbol del País Valencià\|{{#if:\|]] | Córcoles      |
| —  | DEF  | [[Fitxer:Flag of Galicia.svg\|23x15px\|border \|alt=Galícia\|link=Selecció de futbol de Galícia\|{{#if:\|]]                                    | Espasandín    |
| —  | DEF  | [[Fitxer:Flag of Andalucía.svg\|23x15px\|border \|alt=Andalusia\|link=Selecció de futbol d'Andalusia\|{{#if:\|]]                               | Solano        |
| —  | DEF  | [[Fitxer:Flag of the Valencian Community (2x3).svg\|23x15px\|border \|alt=País Valencià\|link=Selecció de futbol del País Valencià\|{{#if:\|]] | Verdés        |
| —  | MIG  | [[Fitxer:Flag of the Valencian Community (2x3).svg\|23x15px\|border \|alt=País Valencià\|link=Selecció de futbol del País Valencià\|{{#if:\|]] | Xavi Torres   |
| —  | MIG  | [[Fitxer:Flag of Catalonia.svg\|23x15px\|border \|alt=Catalunya\|link=Selecció de futbol de Catalunya\|{{#if:\|]]                              | Fontàs        |
| —  | MIG  | [[Fitxer:Flag of Andalucía.svg\|23x15px\|border \|alt=Andalusia\|link=Selecció de futbol d'Andalusia\|{{#if:\|]]                               | Rueda         |

| N. | Pos. | Nac. | Jugador          |
| -- | ---- | --- | ---------------- |
| —  | MIG  | [[Fitxer:Flag of Catalonia.svg\|23x15px\|border \|alt=Catalunya\|link=Selecció de futbol de Catalunya\|{{#if:\|]]                              | Sergi Busquets   |
| —  | MIG  | [[Fitxer:Flag of Italy.svg\|23x15px\|border \|alt=Itàlia\|link=Selecció de futbol d'Itàlia\|{{#if:\|]]                                         | Thiago Alcántara |
| —  | MIG  | [[Fitxer:Flag of Catalonia.svg\|23x15px\|border \|alt=Catalunya\|link=Selecció de futbol de Catalunya\|{{#if:\|]]                              | Abraham          |
| —  | MIG  | [[Fitxer:Flag of Aragon.svg\|23x15px\|border \|alt=Aragó\|link=Selecció de futbol d'Aragó\|{{#if:\|]]                                          | Longás           |
| —  | DAV  | [[Fitxer:Flag of Catalonia.svg\|23x15px\|border \|alt=Catalunya\|link=Selecció de futbol de Catalunya\|{{#if:\|]]                              | Víctor Vázquez   |
| —  | DAV  | [[Fitxer:Flag of Andalucía.svg\|23x15px\|border \|alt=Andalusia\|link=Selecció de futbol d'Andalusia\|{{#if:\|]]                               | Nolito           |
| —  | DAV  | [[Fitxer:Flag of Venezuela.svg\|23x15px\|border \|alt=Veneçuela\|link=Selecció de futbol de Veneçuela\|{{#if:\|]]                              | Jeffrén          |
| —  | DAV  | [[Fitxer:Flag of the Valencian Community (2x3).svg\|23x15px\|border \|alt=País Valencià\|link=Selecció de futbol del País Valencià\|{{#if:\|]] | Rayo             |
| —  | DAV  | [[Fitxer:Flag of Israel.svg\|23x15px\|border \|alt=Israel\|link=Selecció de futbol d'Israel\|{{#if:\|]]                                        | Gai Assulin      |
| —  | DAV  | [[Fitxer:Flag of Serbia.svg\|23x15px\|border \|alt=Sèrbia\|link=Selecció de futbol de Sèrbia\|{{#if:\|]]                                       | Maric            |

### Cos tècnic
- Primer entrenador: Luis Enrique

- Segon entrenador: Joan Barbarà Mata

- Preparador físic: José Ramón Callén
- Delegat: Antoni Alonso Velázquez
- Fisioterapeutes: Roger Giornes Tomas i Jaume Langa Ferrer